# Il piacere di piacere
Il piacere di piacere è un film italiano del 2002, diretto da Luca Verdone.